# Paul Marquard
Paul Marquard (* 8. Oktober 1836 in Driesen an der Netze; † 7. Dezember 1872 in Catania) war ein deutscher Klassischer Philologe und Musikhistoriker.
Paul Marquard, der Sohn des Pfarrers Friedrich Rudolf Marquard (ca. 1801–1853) und der Auguste geb. Müller, erhielt den ersten Unterricht von seinem Vater und besuchte anschließend das Joachimsthalsche Gymnasium in Berlin. Nach dem frühen Tod seines Vaters wurden seine dortigen Lehrer für ihn zu wichtigen Bezugspersonen. In der Vita seiner Dissertation nannte er später vor allem den Direktor August Meineke, den Lehrer Karl Pomptow (1819–1879) und seinen Mitschüler Adolph Kießling (1837–1893), der ihn während seiner Studienzeit unterstützte. Nach der Reifeprüfung (1857) studierte Marquard Klassische Philologie, Philosophie und Theologie, zunächst an der Berliner Universität, dann ab dem Wintersemester 1857/1858 an der Universität Bonn bei Otto Jahn, Friedrich Ritschl und Friedrich Gottlieb Welcker. Nach dem Staatsexamen unterrichtete er zunächst an der Bender’schen Erziehungsanstalt für Knaben in Weinheim, anschließend am Instituut Noorthey (gegründet von Petrus de Raadt) in Veur (Leidschendam-Voorburg, Niederlande). 1863 wurde Marquard in Bonn zum Dr. phil. promoviert. Als Opponenten fungierten seine Kommilitonen Anton Klette, Kurt Wachsmuth und Lucian Müller.
Ab 1865 unterrichtete Marquard am Friedrichswerderschen Gymnasium in Berlin, wo er zum ordentlichen Lehrer ernannt wurde. Er setzte während dieser Zeit seine wissenschaftliche Arbeit fort, die vor allem der antiken Musiktheorie galt. Er unternahm Forschungsreisen zu verschiedenen Bibliotheken, um die Handschriften der griechischen Musiktheoretiker zu untersuchen. 1868 erschien seine kommentierte, zweisprachige Ausgabe der Harmonik des Aristoxenos, die noch lange nach ihrem Erscheinen grundlegend blieb. Gemeinsam mit Hermann Deiters und Karl von Jan plante Marquard eine Gesamtausgabe der antiken Musiktheoretiker, die jedoch nicht zustande kam.
Aus gesundheitlichen Gründen trat Marquard schon zum 1. Oktober 1872 in den Ruhestand. Zur Erholung und weiterer wissenschaftlichen Arbeit reiste er nach Italien. Am 7. Dezember 1872 starb er im Alter von 36 Jahren in Catania auf Sizilien.

## Schriften (Auswahl)
- De Aristoxeni Tarentini elementis harmonicis. Bonn 1863 (Dissertation)
- Ἀριστοξένου ἁρμονικῶν τὰ σωζόμενα. Die harmonischen Fragmente des Aristoxenus. Griechisch und deutsch mit kritischem und exegetischem Commentar und einem Anhang die rhythmischen Fragmente des Aristoxenus enthaltend. Berlin 1868
- Briefe über Berliner Erziehung. Berlin 1871
- Briefe über nationale Erziehung. Leipzig 1872